# Fladungen
Fladungen è un comune tedesco di 2 275 abitanti, situato nel land della Baviera.